# Mirjam Oldenhave
Mirjam Oldenhave (* 20. August 1960 in Hengelo/Provinz Overijssel) ist eine niederländische Schauspielerin, Musiktherapeutin und Kinderbuchautorin. Sie lebt in Amsterdam.

## Leben
Kurz nach ihrer Geburt zog die Familie nach Utrecht und 1972 nach Nijmegen. 1979 arbeitete sie ein Jahr in Schottland und absolvierte danach eine vierjährige Ausbildung zur Musiktherapeutin. In jener Zeit spielte sie auch Theater und lernte ihren Ehemann Job kennen. 1995 verfasste sie ihr erstes Kinderbuch.

## Werke
- Eine Freundin mit Fäusten. Leröe, Freiburg im Breisgau 1999, ISBN 3-451-70273-8.
- Donna, ich und die Sache mit Tommi. Deutscher Taschenbuch Verlag, München 2002, ISBN 3-423-70687-2.
- Zwilling gesucht! Deutscher Taschenbuch Verlag, München 2004, ISBN 3-423-70841-7.
- Die fliegenden Blitze. Vor uns ist kein Lehrer sicher!, Münster 2014, ISBN 978-3-649-61534-7

## Auszeichnungen
- 2000: Vlag en wimpel 2000 für Donna, ich und die Sache mit Tommi

## Verfilmungen (Auswahl)
Auf Basis der Kinderbuchserie Mister Twister (niederländisch Mees Kees) sind mehrere Kinderfilme und eine Serie entstanden:
- 2012: Mister Twister – Wirbelsturm im Klassenzimmer. Regie: Barbara Bredero, mit Willem Voogd, Sanne Wallis de Vries
- 2013: Mister Twister – Eine Klasse macht Camping. Regie: Barbara Bredero, mit Willem Voogd, Sanne Wallis de Vries
- 2014: Mister Twister – Mäuse, Läuse und Theater. Regie: Barbara Bredero, mit Willem Voogd, Sanne Wallis de Vries
- 2017: Mister Twister (Fernsehserie). Regie: Diede in 't Veld, Jorkos Damen, Anniëlle Webster, mit Leendert de Ridder, Sanne Wallis de Vries